# Babići (Gračanica)
Pour les articles homonymes, voir Babići.
Babići (en cyrillique : Бабићи) est un village de Bosnie-Herzégovine. Il est situé dans la municipalité de Gračanica, dans le canton de Tuzla et dans la fédération de Bosnie-et-Herzégovine. Selon les premiers résultats du recensement bosnien de 2013, il compte 2 096 habitants.

## Démographie

### Évolution historique de la population
| 1948 | 1953 | 1961  | 1971  | 1981  | 1991  | 2013  |
| ---- | ---- | ----- | ----- | ----- | ----- | ----- |
| -    | -    | 1 239 | 1 489 | 1 684 | 1 831 | 2 096 |

|  |